# Lufeng-Formation
Die Lufeng-Formation (chinesisch 禄丰组; vormals Untere Lufeng-Formation, 下禄丰组, der Lufeng-Gruppe/-Serie) ist eine lithostratigraphische Einheit kontinental-sedimentären Ursprunges im Rang einer Formation. Sie ist unterjurassischen Alters und in der Provinz Yunnan im Süden Chinas verbreitet. Benannt ist sie nach dem Kreis Lufeng in Zentral-Yunnan. Die Lufeng-Formation hat weltweit Bedeutung durch ihren Gehalt an fossilen Landwirbeltieren insbesondere an Dinosauriern und frühen Säugetieren.

## Stratigraphie und Lithologien
Die Formation ist Teil der Sedimentfüllung des sogenannten Sichuan-Yunnan-Beckens, die eine Abfolge von der Obertrias bis zur Oberkreide umfasst. Die Lufeng-Formation tritt heute im südlichen Teil (Yunnan-Becken) dieses ehemaligen Ablagerungsraumes im Randbereich einiger kleinräumiger tektonischer Senken (Lufeng-Becken, Chuanjie-Becken) zutage. Im Lufeng-Becken erreicht sie eine Mächtigkeit von mehr als 730 Metern, im Chuanjie-Becken ist sie teilweise nur knapp 275 Meter mächtig. Intern wird sie seit dem Jahr 2000 formell in das untere/ältere Shawan-Member und das obere/jüngere Zhangjia’ao-Member gegliedert. Für die „Untere Lufeng-Formation“ der traditionellen Stratigraphie ist eine Gliederung in die unteren/älteren „dunkel-/blassvioletten Schichten“, engl. „dark/dull purplish beds“, und die oberen/jüngeren „tief-/dunkelroten Schichten“, engl. „deep/dark red beds“, üblich (identisch mit den Members der neuen Nomenklatur).
Die Formation besteht aus einer Wechsellagerung meist rötlicher Silt- und Tonsteine mit Einschaltungen teils arkotischer Sandsteine. Die Basis der Formation ist durch kiesige und konglomeratische Schichten gekennzeichnet. Silt- und Tonsteine sind seinerzeit wahrscheinlich am Grund von Seen und in Schwemmebenen, Sandsteine, Kiese und Konglomerate in fließendem Wasser abgelagert worden.
Basierend auf dem Vorkommen bestimmter fossiler Muscheln und Muschelkrebse (Ostracoden) sowie auf der Zusammensetzung der Wirbeltierfossilfauna (siehe unten) gilt ein frühjurassisches Alter der Lufeng-Formation als gesichert. Dieses wird oft weiter auf den frühen Unterjura (? Hettangium und Sinemurium) eingegrenzt. Die Lufeng-Formation lagert teils der obertriassischen Etouguang-Formation (Kunyang-Gruppe) teils präkambrischem oder altpaläozoischem Grundgebirge auf und wird von der Chuanjie-Formation (vormals die untersten Schichten der „Oberen Lufeng-Formation“) überlagert.

## Fossilfauna

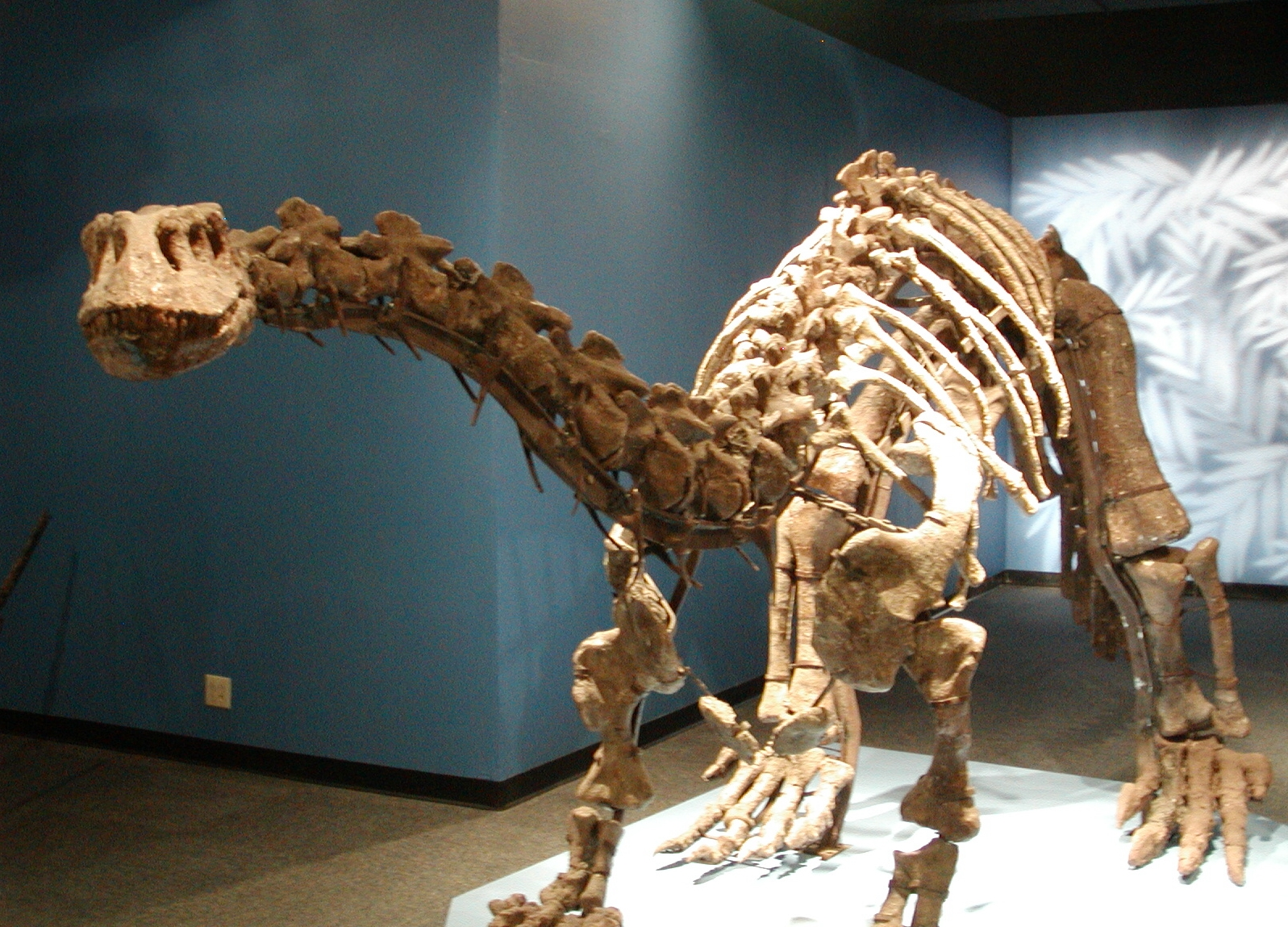
Skelettrekonstruktion des „Prosauropoden“ Lufengosaurus magnus aus der Sammlung des Naturhistorischen Museums Peking

Die Lufeng-Formation ist die bedeutendste wirbeltierführende Formation des chinesischen Unterjura und eine der bedeutendsten landwirbeltierführenden Formationen des Unterjura weltweit. Erste Grabungen fanden in den 1930er Jahren statt, nachdem beim Straßenbau fossile Knochen zum Vorschein gekommen waren.
Die Wirbeltierfossilfauna wird von Dinosauriern, speziell von basalen Vertretern der Sauropodomorpha („Prosauropoden“ und frühe Sauropoden) dominiert, enthält aber auch frühe Vertreter der Crocodylomorpha und Sphenodontia sowie modernere Therapsiden („höhere“ Cynodontia einschl. basaler Mammaliaformes). Vor Entdeckung von Odontochelys in der Guizhou-Provinz enthielt das Zhangjia’ao-Member der Lufeng-Formation die ältesten, wenngleich nicht auf Gattungsebene klassifizierbare Schildkrötenfossilien in China. Häufigster Vertreter ist der „Prosauropode“ Lufengosaurus. Von besonderer stammesgeschichtlicher Bedeutung sind der geologisch älteste Coelurosaurier Eshanosaurus und die frühen Mammaliaformes Morganucodon (einschl. „Eozostrodon“), Sinoconodon und Hadrocodium.
Ferner sind aus der Lufeng-Formation seit 2009 auch fossile Trittsiegel und Fährten bekannt. Die ersten Funde wurden als neue Ichnospezies Changpeipus pareschequier beschrieben, gehören zum dreizehigen (tridactylen) Grallator/Eubrontes-Formenkreis und sind wahrscheinlich von den in der Lufeng-Fauna vertretenen coelophysoiden Theropoden („Dilophosaurus“, „Sinosaurus“, cf. Megapnosaurus) erzeugt worden. Nachfolgend wurden neben weiteren Theropoden- auch Ornithischierspuren gefunden und der Ichnogattung Shenmuichnus zugeordnet. Verursacher könnten die in der Lufeng-Fauna vertretenen thyreophoren Tatisaurus und Bienosaurus gewesen sein. Trittsiegel, die sich den in der Körperfossilfauna so dominanten Sauropodomorpha zuordnen lassen, sind aus der Lufeng-Formation bislang (Stand: 2016) nicht bekannt. Des Weiteren sind auf Knochenoberflächen des Skelettes eines als cf. Yunnanosaurus identifizierten „Prosauropoden“ zahlreiche erhabene lineare Strukturen festgestellt worden, die als diagenetisch verfüllte Fraßspuren aasverwertender Insekten gedeutet und als neue Spurengattung Taotieichnus beschrieben wurden. Zudem kommt in den Sedimenten die wahrscheinlich von Wirbellosen erzeugte Spur cf. Diplocraterion vor.